# Xavier Beauvois
Xavier Beauvois, född 1967, är en fransk filmregissör. Han vann jurypriset vid filmfestivalen i Cannes 1995, och juryns stora pris 2010.

## Filmografi (i urval)
- 1991 – Nord
- 1995 – Glöm inte att du ska dö
- 2005 – Ung snut
- 2010 – Gudar och människor
- 2012 – Les Adieux à la reine
- 2017 – Beskyddarna